# مغضمى (حديبو)

تعديل مصدري - تعديل

مغضمى هي إحدى قرى مديرية حديبو التابعة لمحافظة سقطرى، بلغ تعداد سكانها 32 نسمة حسب تعداد اليمن لعام 2004.